# 田代善太郎
田代善太郎（たしろ ぜんたろう、1872年2月22日 - 1947年2月20日）は、日本の植物学者。
福島県白川郡出身で、福島師範学校で学び同校教諭の根本莞爾の影響で植物学に興味を持った。卒業後、東京高等師範学校に進み、東京高等師範学校では 牧野富太郎に師事した。卒業後、福島師範学校、熊本師範学校、長崎高等女学校の教諭を務めた。教職の傍ら、沖縄を含む、日本各地で植物標本を集め、植物分類学、植物地理学の研究を行った。多くの新種植物を発見したことで知られる。収集した25000点にも及ぶ、植物標本は1939年に京都帝国大学に寄贈し、1940年まで京都帝国大学植物学教室で嘱託として働いた。
ラン科の種、タシロランEpipogium roseumを長崎で発見し、和名はタシロランと命名された。イネ科の種、タシロノガリヤス（Calamagrostis tashiroi Ohwiや　モクセイ属の種、Osmanthus zentaroanusの和名、学名に献名されている。